# عساف الحسين
عساف بن حسين بن منصور العساف ولد عامَ 1289هـ في الرس. «عساف بن حسين بن منصور بن سيف العساف المحفوظي العجمي» من قبيلة العجمان.

## نشأته
نشأ في كنف والديه، ودرس القرآن الكريم على يد الشيخ (رميح بن سليمان الرميح) في كتاتيب الرس، ثم انتقل إلى حلقات العلم حيث درس على الشيخ (سليمان بن حمد الرميح) فأتقن القراءة والكتابة وحفظ القرآن الكريم. وهو من المطلعين على الشعر النبطي وحفاظه ومن محبي القصص الشعبية ومتذوقيها. لما اشتد عوده استآذن والده أن يسمح له بالسفر إلى المدينة المنورة، كأمثاله من أهالي الرس الذين كانوا يتهافتون على العمل في جيش الدولة العثمانية، التي كانت بدورها ترحب بهم لسمعتهم القتالية الجيدة المترسخة في عقول الأتراك منذ صمود أبناء الرس أمام جحافل جنود إبراهيم باشا. وقد بدأ عساف في تعلم اللغة التركية فأجادها. وهكذا استقر في المدينة المنورة، وتزوج من ابنة سليمان الضلعان وهي (هريرة) ولم ينجب منها رغم أن زواجها استمر ثلاث سنوات فطلقها، وانتقل بعد ذلك من المدينة المنورة قاصداً مكة المكرمة فالتحق بخدمة الشريف حسين بن علي فكلفه بحصار المدينة المنورة مع ابنيه (أي ابني الشريف حسين) وهما فيصل وزيد. وذهب إلى مصر في دورة عسكرية مع مجموعة من الجنود الموالين للشريف منهم بعض أهالي الرس وكان هو رئيسَ تلك البعثة، وتعلموا تفجير القنابل من أجل تفجير سكة قطار الحجاز، وبعد عدة محاولات استطاع العثمانيون إصلاح السكة بوضع مؤقت وذلك بوضع أخشاب تسمح بمرور القطار، وطلب منه بعد ذلك تفجير القطار بمن فيه فرفض الأمر لأن فيه إزهاق أرواح مسلمة وبعدها استسلمت المدينة المنورة بالفعل، فظل فيها في خدمة أبناء الشريف، وترقى في السلك العسكري لرتبة كمندار العقيلات ثم أعيد إلى مكة المكرمة ليعمل مع الشريف حسين.

## حياته
في هذه الأثناء تبلور عبد العزيز بن عبد الرحمن آل سعود، فوجد عساف أن يترك العمل مع الشريف حسين فاستأذنه فأذن له، فعاد إلى بلده الرس ومكث فيها، لكن السلطان عبد العزيز بن عبد الرحمن آل سعود وجد أن من مقتضيات السياسة الداخلية أن يُعفى الأمير (محمد العساف)-شقيق الأمير حسين العساف-أخو صلجاء- من إمارة الرس وأن يعين ابن عمه عساف الحسين المنصور العساف، وذلك سنة 1339 هـ - 1920م فمكث سنة، لكن العسكرية استدعته من جديد، وكان عبد العزيز بن عبد الرحمن آل سعود يدرك القدرات الكامنة في هذا الأمير الهمام، فكلفه بحملة مهمة. وقد كان له دور كبير في توسيع نطاق السلطنة (المملكة فيما بعد) إذ كلفه عبد العزيز بالقيام بحملة على ابن شعلان بالجوف، وأرسل له الملك عبد العزيز (بيرق) تبع الجهاد فيه مائة وستون رجلا، كما أنه أخذ من جماعته أربعين رجلا. وقد ذكر الرواة أن هؤلاء الرجال كانوا مجهزين بالسلاح والتموين، وذكروا أيضاً ما يتذكروه من رجال جماعته الذين قاموا بمرافقة الأمير عساف وهم:
- محسن الحميدي
- محمد الخربوش
- محمد بن عويد
- سليمان بن عويد
- عبد الله العلي الملقب بالمزودة
- عيال بن سعيد وهما اثنان
- العرف من أهالي الخبراء
- منيع علي الحبلاني من أهل الرس
- ماطر الشمالي
- ناصر بن حسين بن منصور العساف-شقيقه-
- محمد الصالح الدخيلي
- الحاوي من الشرارات' وهو دليلهم إلى الجوف.

## إمارة الجوف
باحتلال القصر أصبحت الجوف تابعة للملك عبد العزيز آل سعود، ثم طلب ابن شعلان من الأمير عساف الحسين العساف ترحيله إلى قرية بعيدة من الجوف على حدود العراق، ووافق ابن عساف على ذلك، ولما وصل ابن شعلان إلى القرية داخل حدود العراق قام بتوديع مرافقيه من جنود ابن عساف، وقال لهم ابغوا سلامي لابن عساف وجميع مرافقيه ما عدا الشخص الذي قال اربطوا الحمار. أي محسن الحميدي. ثم قام الأمير عساف ببعث (نجاب) إلى الملك عبد العزيز في عام 1341هـ.
يدعى (ماطر الشمالي) وأوصاه ألا يمرح الليل ولا يجلس النهار حتى يصل إلى الملك عبد العزيز ويسلمه الخطاب، فما كان من الملك عبد العزيز إلا أن بعث شكره لابن عساف وجنوده، وأمره بأن يبقى بالجوف حتى الأمر الأخير ومكث في الجوف عامين.
لكن عند استقراره في الجوف تزوج من الجوف وصاهر عائلة الهادي، وأنجب ولدا في عام 1342هـ أسماه حسين العساف الثاني وهو الذي تولى الأمارة بالرس بعد وفاة والده، وسنتحدث عنه في مقالة أخرى عنه. وكان دليل الحملة اللحاوي من الشرارات حيث انها ديار قبيلة الشرارات وهم يعرفونها جيداً وعندما وصلوا أطراف النفود أشار إلى مكان (ماء)، وقال: هذا كان ماء قديم دفنته الرياح وطمت البئر ومعالمه، وعندما استقر ابن عساف بالجوف كلف أخاه ناصر الحسين المنصور العساف ويرافقه خمسة عشر رجلا ودليلهم رجال من جماعة الشيخ اللحاوي من الشرارات للبحث عن مكان الماء ومعرفة موقعه بالضبط حتى يتمكنوا من إعادة إحياء الماء.
فلما عثروا على الموقع أخذ الرجال يزيلون الأتربة عن البئر، حتى وصلوا إلى الماء ثم أعادوه موردا لعابري الطريق الذاهبين إلى الجوف، وسمي هذا المكان باسم (العسافية)، وفيما بعد صارت هذه الأبار قرية وكثر فيها البناء، وهي لا تزال بهذا الاسم حتى الآن بلدا عامرا بالسكان الذين أخذوا يمارسون التجارة، ثم تم تبليغ الأمير عساف بتسليم إمارة الجوف للمدعو عبدالله بن محمد الوهبيأحد رجال الملك عبد العزيز الخاصين، ثم عاد ابن عساف إلى الرس في أواخر عام 1342هـ، وكان قد خلفه على رة الرس أخوه منصور الحسين المنصور العساف بأمر من الملك عبد العزيز، فاستقر بالرس حتى عام 1350هـ / 1931م التي حدثت فيها حرب اليمن.

## إمارة الرس الفترة الثانية
ولما عاد الأمير عساف من الجوف في أواخر سنة 1342هـ وجد عمه حسين العساف وأولاده يتجهزون للسفر إلى الحجاز لمشاركة الملك عبد العزيز لمحاصرة مدينة جدة وفتحها، وطلب عمه حسين مرافقتهم فتم لهم السفر إلى جدة والاشتراك في محاصرتها وهم:
- حسين العساف (الأول).
- عساف الحسين المنصور العساف (أمير الرس).
- محمد الحريقي.
- عساف الحسين العساف.
- سليمان الحسين العساف.
- ناصر الحسين المنصور العساف.
- محمد بن صالح الصالحي الملقب ب (حريميس).
- محمد الحريبش.

وبقوا هناك حتى سلمت جدة في عام 1343هـ.
ثم عين الملك عبد العزيز أخاه محمد بن عبد الرحمن آل سعود نائبا عنه في الحجاز، وطلب من الأمير عساف مرافقة الأمير محمد بن عبد الرحمن، وذلك لخبرته الطويلة في الحجاز وشؤونه، فجلس في الحجاز قرابة سنة ونصف ثم عاد إلى الرس وبقي فيها حتى بدأت حرب اليمن سنة 1350هـ / 1931م، فأمر الأمير عساف بقرع طبول الحرب وقراه، فحضر له جمع لا بأس به بلغ عدده أربعين رجلا، كل واحد منهم أحضر سلاحه وراحلته وجهزهم ابن عساف بالمؤن، ثم سار هو وجماعته قاصدين اليمن عن طريق خميس مشيط بجنوب المملكة وهو المكان المحدد لتجميع الجيوش السعودية، ومن ثم تنطلق الوحدات كل وحدة إلى الجهة المخصصة لها، وفي أثناء الطريق وافقت مجموعة عساف الأمير محمد بن عبد العزيز آل سعود مع بعض غزات أهالي العارض فترافقت الجماعتان، وكان الأمير محمد كثيرا ما يقصد جماعة أهالي الرس ليستمع لأشعار الحرب منهم وكان مولعا بنشيدهم الحربي.

## إمارة نجران
في عام 1350هـ كان الأمير عساف وبعض من جماعته خارجين غزوا لليمن. والتقوا مع غزوا العارض يقودهم الأمير محمد بن عبد العزيز آل سعود، وكنا نتبارى في المشي ومتجهين إلى خميس مشيط، وكان الملك سعود بن عبد العزيز موجودا في نجران، وكتب الملك عبد العزيز لابنه محمد يستفسر عمن معه من الرجال الذين يمكن الاعتماد عليهم، فأجاب الأمير محمد أن لديه عددا من الرجال ومن بينهم الأمير عساف فأمر الملك عبد العزيز ابنه محمدا بأن يأمر عسافا بالتوجه إلى نجران على رأس مائتي رجل بسلاحهم، ويذكر لنا الراوي (أبو حمد) بعضا من هؤلاء من أهالي الرس الذي هو يتذكرهم:
- عبيد الصالح العطني.
- صالح حمد محمد الصبي.
- محمد العويد.
- محمد الحمد الهنيدي.
- محمد بن برقان.
- محمد بن صالح بن حمود.
- عبد الله بن عبيد الضلعان.
- علي زيد العميان.
- دخيل منصور المالك.
- علي الشارخ.
- رجاء العويمر.
- صالح السمري.
- علي صالح الريس.

وقد سار عساف ورفاقه المائتان من خميس مشيط إلى نجران فوصلوها بعد أيام قلائل لجدهم في المسير، وقابل عساف الملك سعود وأخبره بما جاء إليه فسلمه الملك سعود بعد أيام إمارة نجران وأوصاه بوصاية حكيمة التي تنم عن خبرة بالرجال ومعادنهم.
وقد استلم أمارة الرس في ذلك الحين صالح بن عبد الله بن سليمان الخميس عند ذهاب الأمير عساف لأمارة نجران ومن بعدها أصبح نائباً للأمير بعد عودة الأمير عساف من أمارة نجران.

## أسرته
تزوج عدد من النساء هن:
- 1- فاطمه بنت عبد الله المقرن، وأنجبت له كلاً من:
- الأمير محمد -أمير ومحافظ الرس سابقاً- (متوفى).[2][3]
- الأميرة نوره - والدة الأمير سعود بن عبد الله الفيصل بن عبد العزيز آل سعود -(متوفاة).[4]
- سيف -موظف سابق بالديوان الملكي-(متوفى).
- صالح (متوفى).[5]
- مزنه -حرم الشيخ حسين بن ناصر الحسين العساف- (متوفاة).[6]
- عبد العزيز -عميد سابق بالجيش-.
- خالد -عميد سابق بالجيش- (متوفى).[7][8]
- الجوهرة.
- 2- نوره الغفيلي، وأنجبت له كلاً من:
- فاطمة
- هيا -حرم الشيخ إبراهيم بن عبدالعزيز آل إبراهيم (أمير منطقة الباحة سابقا)-، ووالدة الأميره الجوهرة آل إبراهيم حرم خادم الحرمين الشريفين الملك فهد بن عبدالعزيز آل سعود والدة الأمير عبدالعزيز بن فهد آل سعود، والأميره مها آل إبراهيم حرم الأمير عبدالرحمن بن عبدالعزيز آل سعود، ووليد آل إبراهيم.
- الأميره موضي - حرم الأمير فهد بن محمد بن عبد الرحمن آل سعود (أمير منطقة القصيم سابقاً) - (متوفاة).[9]
- 3- حليمة العائض، وأنجبت له ابنته:
- منيرة -حرم الشيخ حسين المنصور الحسين العساف-.
- 4- هيا الهادي، وأنجبت له ابنه:
- الأمير حسين -أمير الرس سابقا- (متوفى).
- 5- موضي الرشيد، وأنجبت له كلاً من:
- الأمير منصور -أمير الرس سابقا- (متوفى).[10]
- الشيخ عبد الله - (متوفى)[11] والد محافظ الرس سابقا -محمد بن عبدالله العساف ووالد محافظ الرس حاليا - حسين بن عبدالله العساف
- الشيخ عبد الرحمن بن عساف العساف موظف سابق بوزارة الداخلية- (متوفى) -تزوج الاميره وطفى بنت محمد بن عبد الرحمن آل سعود وانجب منها محمد (متوفي)، الجوهره، مشاعل حرم عبد العزيز بن عبد الملك ال الشيخ، نوره حرم تركي بن عبد العزيز آل جبر آل رشيد، منيرة حرم الأمير سعد بن عبد العزيز ابن تركي آل سعود
- الجازي.
- سعد (متوفى).
- 6- منيره الفوزان، وأنجبت له كلاً من:
- ناصر -رئيس هيئة الطيران المدني سابقاً وسفير خادم الحرمين الشريفين لدى بلجيكا ولوكسمبورج والاتحاد الأوروبي سابقاً- وهو والد الشيخ خالد العساف المستشار بالديوان الملكي (متوفى).[12]
- زينب.
- فهد -موظف سابق بسلاح الحدود-.
- لولوه (متوفاة).
- حمد -عميد سابق بالقوات الجوية- (متوفى).[13]
- ساره (متوفاة).
- حصة (متوفاة)حرم الشيخ عبد الله بن نافع بن فضليه رحمه الله.
- سلطان -عميد سابق بسلاح الحدود- (متوفى).
- شمعه.
- شيخه -حرم الأستاذ/ صالح بن عبد الرحمن العذل رئيس مدينة الملك عبد العزيز للعلوم والتقنية سابقاً.
- د. مساعد -مساعد الملحق الثقافي للشؤون الفنية بالولايات المتحدة الأمريكية-.(متوفى)

## وفاته
وظل الأمير عساف يتولى إمارة نجران حتى صدر أمر الملك عبد العزيز بتسليم الامارة لإبراهيم النشمي، فعاد ابن عساف إلى الرس أميرا عليها حتى توفاه الله في 16/6/1373هـ 1954م في مكة المكرمة فدفن في مقبرة حوض البقر في مكة المكرمة.